# روح‌القدس در مسیحیت

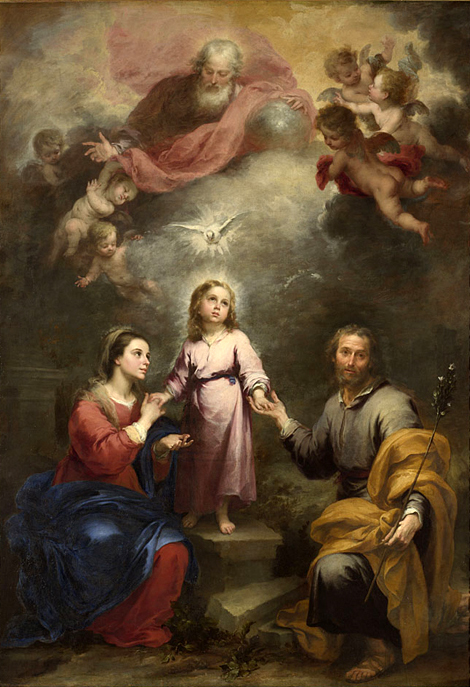
روح‌القدس به صورت یک کبوتر بر عیسی مسیح نازل می‌شود، اثر موریلو، حدود ۱۶۷۷

روح‌القُدُس یا جان پاک در نظر بیشتر مذاهب مسیحی سومین شخص خدای یکتای تثلیث است، یعنی خدای پدر، خدای پسر و روح‌القدس می‌شود. در عهد جدید از روح‌القدس با عنوان‌های روح مسیح، روح حقیقت، فاطِد و روح‌القدس یاد شده است؛ همچنین با توجه به ارتباط تاریخی مسیحیت با یهودیت، در عهد عتیق از عباراتی همانند روخ قدش (روح‌القدس)، روخ الوهیم (روح خدا)، روخ یهوه (روح یهوه) و روخ حکما (روح حکمت) یاد شده است.
بر اساس آیه دوم و سوم فصل اول کتاب پیدایش، روح خدا (روح القدس) به همراه خدای پدر و کلام زنده خدا (عیسی مسیح) در زمان پیدایش هستی حضور داشته‌اند و هر سه یک ذات هستند و لذا روح‌القدس به همین ترتیب شخصیت سوم تثلیث و خدا است. مسیحیان ایمان دارند که خدا در ذات خود واحد و یگانه است، اما در عین حال، همواره در عین ذات واحد، در سه شخصیت وجود دارد و که هر سه کاملاً خدا هستند.

## نام‌ها

### تورات عبری
- וְר֣וּחַ קָדְשׁ֑וֹ (Ruah qadesow) – روح پاک او (اشعیا ۶۳:۱۰)[۶]
- וְר֣וּחַ קָ֝דְשְׁךָ֗ (Ruah qadseḵa) – روح پاک (مزامیر ۵۱:۱۱)[۷]
- וְר֣וּחַ אֱלֹהִ֔ים (Ruah Elohim) – روح خدا (پیدایش ۱:۲)[۸]
- נִשְׁמַת־ר֨וּחַ חַיִּ֜ים (Nismat Ruah hayyim) – نفَس روح زندگی (پیدایش ۷:۲۲)[۹]
- ר֣וּחַ יְהוָ֑ה (Ruah YHWH) – روح یهوه (اشعیا ۱۱:۲)[۱۰]
- ר֧וּחַ חָכְמָ֣ה וּבִינָ֗ה (Ruach hakmah ubinah) – روح دانش و خرد (اشعیا ۱۱:۲)[۱۰]
- ר֤וּחַ עֵצָה֙ וּגְבוּרָ֔ה (Ruah esah ugeburah) – روح مشاور و قوی (اشعیا ۱۱:۲)[۱۰]
- ר֥וּחַ דַּ֖עַת וְיִרְאַ֥ת יְהוָֽה (Ruah daat weyirat YHWH) – روح دانش[۱۱] و ترس یهوه (اشعیا ۱۱:۲)[۱۰]

### عهد جدید
- πνεύματος ἁγίου (Pneumatos Hagiou) – روح پاک (متی ۱:۱۸)[۱۲]
- πνεύματι θεοῦ (Pneumati Theou) – روح خدا (متی ۱۲:۲۸)[۱۳]
- ὁ παράκλητος (Ho Paraclētos) – تسلی‌دهنده (فارقلیط) (یوحنا ۱۶:۷)[۱۴]
- πνεῦμα τῆς ἀληθείας (Pneuma tēs Alētheias) – روح حقیقت (یوحنا ۱۶:۱۳)[۱۵]
- Πνεῦμα Χριστοῦ (Pneuma Christou) – روح مسیح (۱ پطرس ۱:۱۱)[۱۶]

وابسته به محتوا:
- πνεῦμα (Pneuma) – روح (یوحنا ۳:۸)[۱۷]
- Πνεύματος (Pneumatos) – روح (یوحنا ۳:۸)

## تفاوت‌های فرقه‌ای

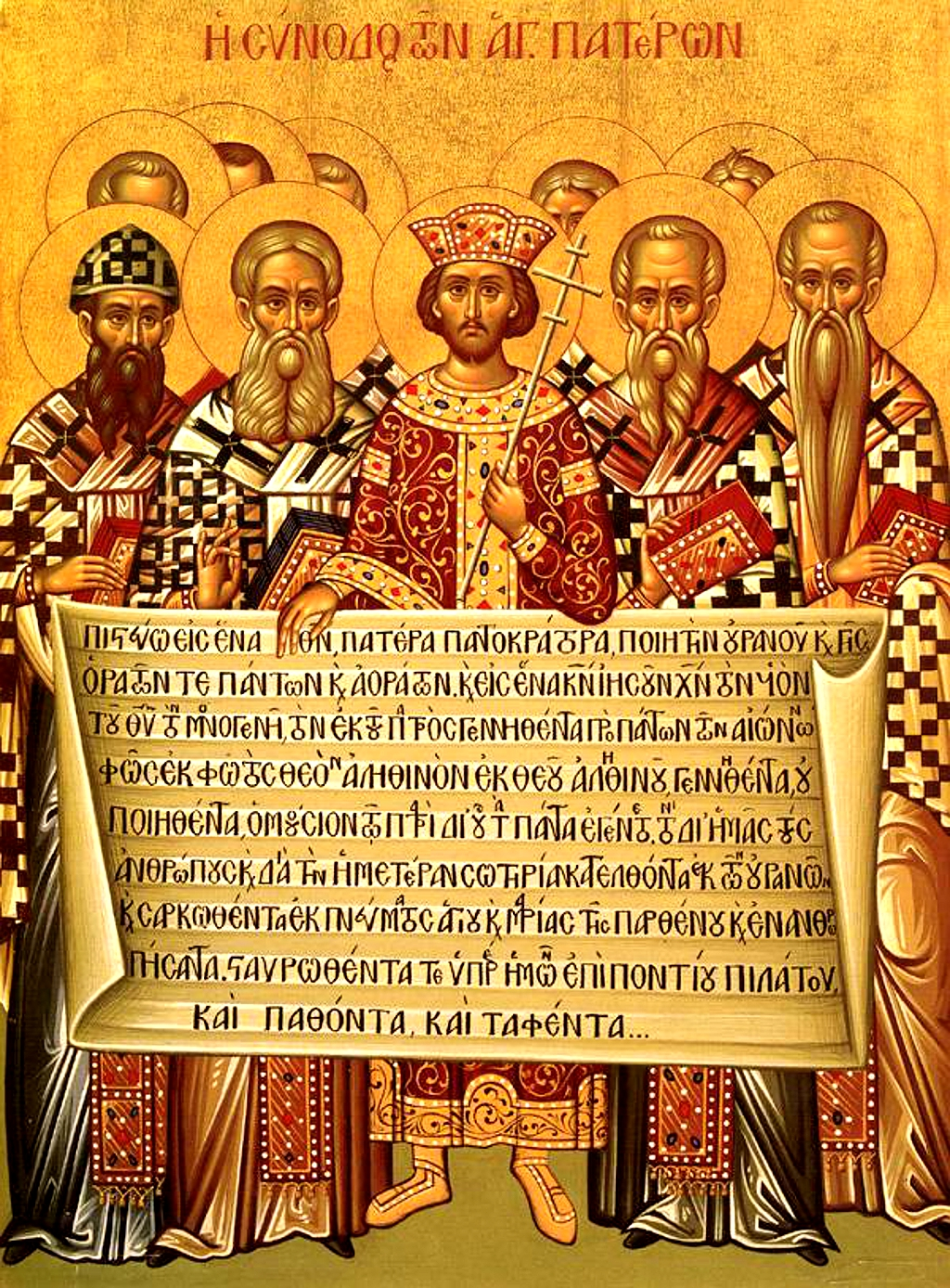
نگارهٔ اولین شورای نیقیه و متنی از اعتقادنامه نیقیه به زبان یونانی

فرقه‌های مسیحی در اعتقادات خود دربارهٔ روح القدس آموزه‌های متنوعی دارند. یک مثال شناخته‌شده فیلیوکه است که یکی از تفاوت‌های مهم کلیساهای غربی اصلی و فرقه‌های مختلف مسیحی شرقی (ارتدکس شرقی، ارتدکس مشرقی و کلیسای مشرق) به‌شمار می‌رود.
بحث فیلیوکه پیرامون این بود که اعتقادنامه نیقیه باید بگوید که روح «از پدر» نشات می‌گیرد (عقیده اولیه) یا بگوید «از پدر و پسر» نشات می‌گیرد که بعداً دومی پذیرفته شد. فیلیوکه به معنای «و از پسر» به زبان لاتین است.
بیشتر پروتستان‌ها در مورد الهیات روح‌القدس نظرات مشابهی با کلیسای کاتولیک روم دارند اما تفاوت‌های اعتقادی قابل توجهی بین فرقهٔ پنطیکاستیسم و سایر پروتستان‌هاست. اعتقاد سه‌گانه‌ناباوران در مورد روح‌القدس با اعتقاد عمدهٔ مسیحیان تفاوت زیادی دارد. در اواخر قرن بیستم، بحث‌هایی در مورد حذف فیلیوکه اعتقادنامه نیقیه از کتابهای دعای انگلیکان‌ها در امتداد رویکردهای ارتدکس شرقی و ارتدکس مشرقی انجام شد، اما این مورد هنوز به‌طور کامل پیاده‌سازی نشده است.

## نمادها
در نمادشناسی مسیحیت دو نماد از عهد جدید روح‌القدس در ارتباطند: یکی کبوتر سفید (بر اساس روایت نزول روح‌القدس به شکل کبوتر در زمان غسل تعمیدی مسیح در رود اردن) و دیگری «زبانه‌های آتش» (بر اساس روایت نزول روح‌القدس بر حواریون مسیح در عید پنجاهه به شکل زبانه‌های آتش).